# Shovt
Shovt o Showt (in curdo Şot‎; farsi شوط) è il capoluogo dello shahrestān di Shovt nell'Azarbaijan occidentale.